# Bill Janklow

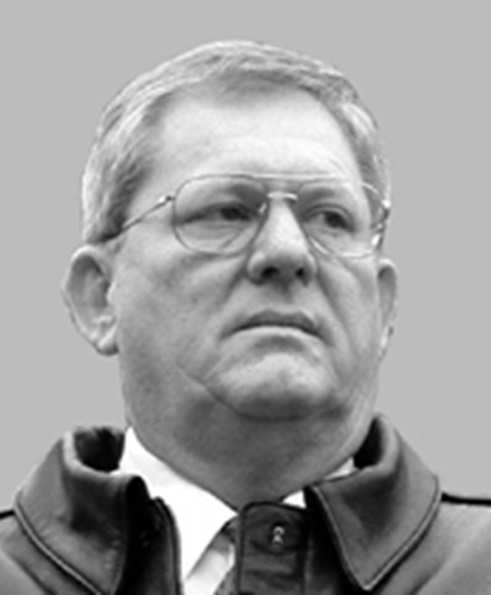
Bill Janklow als Gouverneur (2003)

William John „Bill“ Janklow (* 13. September 1939 in Chicago, Cook County, Illinois; † 12. Januar 2012 in Sioux Falls, Minnehaha County, South Dakota) war ein US-amerikanischer Politiker der Republikanischen Partei. Er war von 1979 bis 1987 und von 1995 bis 2003 Gouverneur des Bundesstaates South Dakota. Zwischen 2003 und 2004 vertrat er den ersten Distrikt South Dakotas im US-Repräsentantenhaus.

## Leben

### Frühe Jahre
Zwischen 1956 und 1959 diente Bill Janklow bei den US Marines. Danach studierte er an der University of South Dakota, wo er 1966 sein juristisches Examen ablegte. Zwischen 1966 und 1973 war er im Auftrag des Staates Anwalt der Rosebud-Reservation. Danach machte er sich als Anwalt selbständig.
Während dieser Zeit geriet Janklow durch einen Vergewaltigungsfall an der 15-jährigen Jancita Eagle Deer, einer jungen Oglala Sioux und Babysitterin seiner Familie, ins Zwielicht. Trotz der Beweislage, der Zeugenaussagen und der Arbeit von Dennis Banks, einem Begründer des American Indian Movement, wurde Janklow zwar gerichtlich belangt, aber nie verurteilt. 1975, vier Monate nach Janklows Amtsantritt als Gouverneur von South Dakota, verstarb Eagle Deer bei einem angeblichen Verkehrsunfall; allerdings wurde von der Gerichtsmedizin bei der Untersuchung festgestellt, dass sie vorher massiver körperlicher Gewalteinwirkung ausgesetzt gewesen war. Das FBI zeigte kein Interesse daran, die Sache zu verfolgen, und der Fall wurde nie abgeschlossen.

### Politischer Aufstieg und erste Amtszeit als Gouverneur
Janklow machte eine schnelle politische Karriere in South Dakota. Zwischen 1975 und 1979 war er bereits Justizminister (Attorney General). Im Jahr 1978 wurde er als Kandidat der Republikanischen Partei zum neuen Gouverneur gewählt. Nach einer erfolgreichen Wiederwahl im Jahr 1982 war er zwischen dem 1. Januar 1979 und dem 6. Januar 1987 acht Jahre lang im Amt. In dieser Zeit musste er sich mit der bankrotten Eisenbahngesellschaft Chicago, Milwaukee, St. Paul and Pacific Railroad auseinandersetzen. Janklow erkannte die wirtschaftliche Bedeutung der Strecken dieser Gesellschaft für den Bundesstaat. Der Staat kaufte deshalb die Hauptstrecke der Bahn und beauftragte die Burlington Northern Railroad (BN) mit dem Betrieb der Strecke. Die Nachfolgegesellschaft der BN die BNSF Railway erwarb 2005 die Bahnstrecken.
Janklow führte 1979 die zwischenzeitlich ausgesetzte Todesstrafe wieder ein; auch war er für sein harsches Vorgehen gegen den American Indian Movement bekannt, insbesondere gegen Dennis Banks, den er wegen des Eagle Deer-Falls der Diffamierung bezichtigte. Seine bevorzugte und vielzitierte Methode, Banks und andere 'militante' Indianer zu behandeln, sei ihnen „eine Kugel“ direkt „in den Kopf“ zu verpassen.
Aufgrund der Verfassung durfte Janklow 1986 nicht für eine dritte zusammenhängende Amtszeit kandidieren. Daher schied er im Januar 1987 aus dem Amt aus.

### Zwischen den Gouverneurszeiten
Noch im Jahr 1986 bewarb sich Janklow um einen Sitz im US-Senat. Er unterlag aber bereits in den Vorwahlen. Danach widmete sich Janklow wieder seiner privaten Anwaltskanzlei. Im Jahr 1994 kehrte er auf die politische Bühne zurück. In diesem Jahr wurde er erneut von seiner Partei für das Amt des Gouverneurs nominiert und anschließend von den Wählern auch in dieses Amt gewählt.

### Zweite Amtszeit als Gouverneur
Nach seiner erfolgreichen Wahl trat Janklow seine neue Amtszeit am 7. Januar 1995 an. Nach einer Wiederwahl im Jahr 1998 konnte er weitere acht Jahre bis zum Januar 2003 amtieren. Er ist der einzige Gouverneur von South Dakota, der insgesamt vier volle Amtszeiten absolvierte und 16 Jahre lang als Gouverneur amtierte. In seiner zweiten Gouverneurszeit sorgte er für die Einführung der modernen Computertechnologie an den Schulen des Landes. Die Schutzimpfungen für Kinder wurden ausgeweitet und die Grundsteuer für landwirtschaftlich genutzte Flächen und Gebäude wurden gesenkt. In Janklows Amtszeit wurden auch die Erholungsgebiete entlang des Missouri River erweitert. Um die eigene Landwirtschaft zu schützen, verhängte er einen Einfuhrstopp von Vieh und Getreide aus Kanada.
Im August 2003 verursachte er einen Verkehrsunfall, bei dem ein Motorradfahrer getötet wurde. In der Folge wurde der Fall juristisch untersucht.

### Weiterer Lebenslauf
Trotz der laufenden Untersuchungen wegen seines Unfalls wurde er ins Repräsentantenhaus der Vereinigten Staaten gewählt. Dort verblieb er etwa ein Jahr. Als er im Januar 2004 zu 100 Tagen Gefängnis wegen fahrlässiger Tötung in Zusammenhang mit dem oben erwähnten Verkehrsunfall verurteilt wurde, musste er sein Mandat im Kongress niederlegen. Nachdem er seine Strafe verbüßt hatte, erhielt er im Jahr 2006 seine Lizenz als Anwalt zurück. Eine Privatklage der Angehörigen des Unfallopfers auf Entschädigungszahlungen wurde von einem Gericht abgewiesen. Bis zu seinem Tod war Janklow wieder als Anwalt tätig. Er war mit Mary Dean Thom verheiratet und hatte drei Kinder.